# Дом с часами
Дом с часа́ми (Дом под часами) — жилой дом в Новосибирске, построенный в стиле конструктивизма, один из первых жилых домов галерейного типа, один из узнаваемых символов города. Объект культурного наследия народов России регионального значения.

## Описание
Здание построено в 1931—1934 годах. Архитекторы здания: Б. А. Гордеев, С. П. Тургенев, Н. В. Никитин.
Архитектура здания отличается простотой и лаконичностью трактовки двух фасадов-крыльев, выходящих на Красный проспект и улицу Коммунистическую. Здание имеет в плане Г-образную форму, габариты здания 61 х 61 метр. Фасады закреплены угловой башней с вертикальным остеклённым витражом, которая имеет чёткий поэтажный ритм угловых балконов и завершена двумя квадратными циферблатами уличных часов и сквозной бетонной колоннадой. Планировка дома строится на пересечении галерей в угловой башне, где имеется лифт. Квартиры, выходящие в галереи, имеют одностороннюю ориентацию — на юг или на восток. На втором этаже расположены административные помещения, выходящие в длинный коридор, отделённый от рабочих комнат остекленными перегородками. На первом этаже здания располагались и в настоящее время расположены магазины, первоначальные интерьеры которых не сохранились.

## Современность
В 2016 году во время ремонта здания были обнаружены комнаты в подвале с подземным ходом, стены которого были покрыты выбоинами от пуль. Предположительно это были «расстрельные камеры» НКВД.